# Орлов, Григорий Варфоломеевич
Григорий Варфоломеевич Орлов (род. 20 апреля 1897, Санкт-Петербург — ?) — управленец в области судостроения. Работал первым начальником Центрального конструкторского бюро № 18 (ЦКБ-18) (ЦКБ МТ «Рубин») занимающегося проектированием дизель-электрических подводных лодок.

## Биография
Орлов Г. Ф. родился в 20 апреля 1897 в семье рабочего Франко-Русского завода.
В 1910—1911 гг. окончил начальную 4-х классную школу при Франко-Русском заводе и был принят в техническую школу Балтийского судостроительного завода. Окончив только два класса этой школы, вследствие увечья, полученного отцом на заводе, вынужден был в 1912 г. идти работать на гуталиновую фабрику А. Закса.
Затем в 1914 г. перешёл работать на электромеханическую фабрику Р. Кольбе учеником токаря, а с 1915 г. токарем.
С 1916 по 1917 гг. работал на Франко-Русском заводе.
В 1918 г. вступил добровольцем в РККФлот, а в январе 1919 г. назначен был служить машинистом на госпитальное судно «Трансбалт».
С июля по октябрь 1919 г. служил в 1-м боевом отряде водников, а в ноябре 1919 г. вернулся работать машинистом на госпитальное судно «Трансбалт». В это же время это судно было передано ВМС Балтийского Флота. Орлов Г. Ф. был зачислен добровольцем в ряды моряков РККФ.
20 апреля 1920 г. приказом по флоту Орлов был назначен комиссаром судна «Трансбалт».
С июля 1920 г. комиссар артиллерийской команды Штаба Балтфлота, а с мая 1923 г. Начальник отдела Реввоентрибунала Балтфлота и Кронштадской крепости.
Май 1923 — сентябрь 1924 гг. комиссар Петроградской Лоцдистанции Финского залива.
С сентября 1924 по июль 1926 гг. старший инструктор организационного отдела политуправления Балтфлота.
В 1926 г. после демобилизации с военной службы, как нач. состава при Ленсовете, комиссией по устройству на гражданскую службу был направлен на завод «Знамя Труда» на должность управляющего делами завода и треста. С этой службы по личной просьбе был освобожден в 1929 г.
С августа 1929 г. по июль 1930 г. работал токарем на заводе «Электроаппарат». В это время Орлов Г. Ф. поступает на вечернее отделение Ленинградской Промышленной академии им. И. В. Сталина. Июль 1931 г. по январь 1931 г. назначен Управляющим отделом распределения при В. Э. О. при заводе «Электроаппарат». С января 1931 г. по декабрь 1932 г. помощник директора Балтийского завода им. С. Орджоникидзе. С декабря 1932 г. по сентябрь 1933 г. работает заместителем директора Балтийского судостроительного завода.
В 1934 г. успешно оканчивает Ленинградскую Промышленную академию им. И. В. Сталина по специальности «инженер организатор машиностроительной промышленности» уже в ранге начальника инструментального цеха Балтийского завода им. С. Орджоникидзе, где в этой должности продолжает трудиться до сентября 1935 г.
С сентября 1935 г по октябрь 1939 г. назначен начальником ЦКБС-2 при Балтийском заводе им. С. Орджоникидзе, а затем начальником ЦКБ-18 (ЦКБ МТ «Рубин»).
В дальнейшем свою судьбу Орлов Г. П. решил связать с Балтийским судостроительным заводом и с октября 1939 по ноябрь 1942 г. возглавлял заводское конструкторское бюро Балтийского судостроительного завода. В период Великой Отечественной войны руководил рабочим эшелоном по возведению оборонительных сооружений в районе г. Гатчина под Ленинградом.
С ноября 1942 г. по май 1944 г. назначен главным технологом и начальником ППО Балтийского судостроительного завода. Май 1944 по май 1947 гг. начальник инструментального цеха Балтийского судостроительного завода.
С 1 июля 1947 г. по январь 1951 г. назначен начальником техотдела конструкторского бюро Балтийского судостроительного завода.
Январь 1951 г. по октябрь 1952 г. начальник отдела СТБ-68бис.
С октября 1952 по сентябрь 1956 гг. начальник отдела мощностей сводных трудоёмкостей и новой техники Балтийского судостроительного завода.